# Елеонора Магдалена фон Пфалц-Нойбург
Елеонора Магдалена Тереза фон Пфалц-Нойбург (на немски: Eleonore Magdalene Therese von Pfalz-Neuburg) от династията Вителсбахи, е пфалцграфиня на Нойбург и чрез женитба императрица на Свещената Римска империя (1676 – 1705), кралица на Унгария и Бохемия (1676 – 1705). Тя е баба по бащина линия на императрица Мария Терезия.

## Биография

### Произход
Родена е на 6 януари 1655 в Дюселдорф. Тя е най-възрастната дъщеря на курфюрст Филип Вилхелм фон Пфалц (1615 – 1690) и втората му съпруга Елизабет Амалия (1635 – 1709), дъщеря на ландграф Георг II фон Хесен-Дармщат. Елеонора учи няколко езика, музика, композиция и поезия.

### Брак с Леополд
Омъжва се на 14 декември 1676 г. в Пасау за император Леополд I (1640 – 1705). Тя е третата му съпруга и от нея се очаква да роди престолонасленик.
Нейният брат Йохан Вилхелм се жени на 25 октомври 1678 г. във Винер Нойщат за Мария Анна Йозефа Австрийска, полусестра на император Леополд I, дъщеря на император Фердинанд III.
През 1689 г. Елеонора става кралица на Унгария и след една година на 19 януари 1690 г. в Аугсбург е коронована за императрица от княз-абата на Фулда Плацидус фон Дросте.
Тя се грижи за съпруга си. През 1705/1711 г. тя е императрица-заместник. След смъртта на големия ѝ син през 1711 г. Елеонора Магдалена замества коронования си по-малък син, който по това време е в Испания. Помагат ѝ нейните дъщери.

### Смърт
Императрицата умира на 19 януари 1720 във Виена по време на молитва в една капела. По нейно желание е погребана в съвсем обикновен дървен саркофаг, облечена с дрехи на „Ордена на „Робините“ на Мария“, в Капуцинеркирхе.
Нейната внучка Мария Терезия слага нейните останки в красив ковчег. Сърцето ѝ се намира в Лоретокапелата на Августинската църква във Виена. През 1980 г. в гроба ѝ намират един златен медал на „Ордена на Робините на честта“.

## Деца
Елеонора Магдалена и нейният съпруг имат децата:
- Йозеф I (1678 – 1711), император на Свещената Римска империя
- Мария Христина Йозефа (*/† 1679)
- Мария Елизабет (1680 – 1741), щатхалтерка на Австрийска Нидерландия
- Леополд Йозеф (1682 – 1684)
- Мария Анна Йозефа (1683 – 1754)

∞ 1708 крал Жуау V от Португалия (1689 – 1750)
- Мария Терезия (1684 – 1696)
- Карл VI (1685 – 1740), император на Свещената Римска империя
- Мария Йозефа (1687 – 1703)
- Мария Магдалена (1689 – 1743)
- Мария Маргарета (1690 – 1691)

## Галерия
- Леополд I и Елеонора Магдалена
- Медал с ликове на съпрузите
- Леополд със семейството си
- Витраж в катедралата в Линц